# Kalladaikurichi
Kalladaikurichi es una ciudad y nagar Panchayat situada en el distrito de Tirunelveli en el estado de Tamil Nadu (India). Su población es de 26398 habitantes (2011).

## Demografía
Según el censo de 2011 la población de Gopalasamudram era de 10694 habitantes, de los cuales 12853 eran hombres y 13545 eran mujeres. Kalladaikurichi tiene una tasa media de alfabetización del 86,77%, superior a la media estatal del 80,09%: la alfabetización masculina es del 92,60%, y la alfabetización femenina del 81,29%.